# Bel Air (Los Angeles)

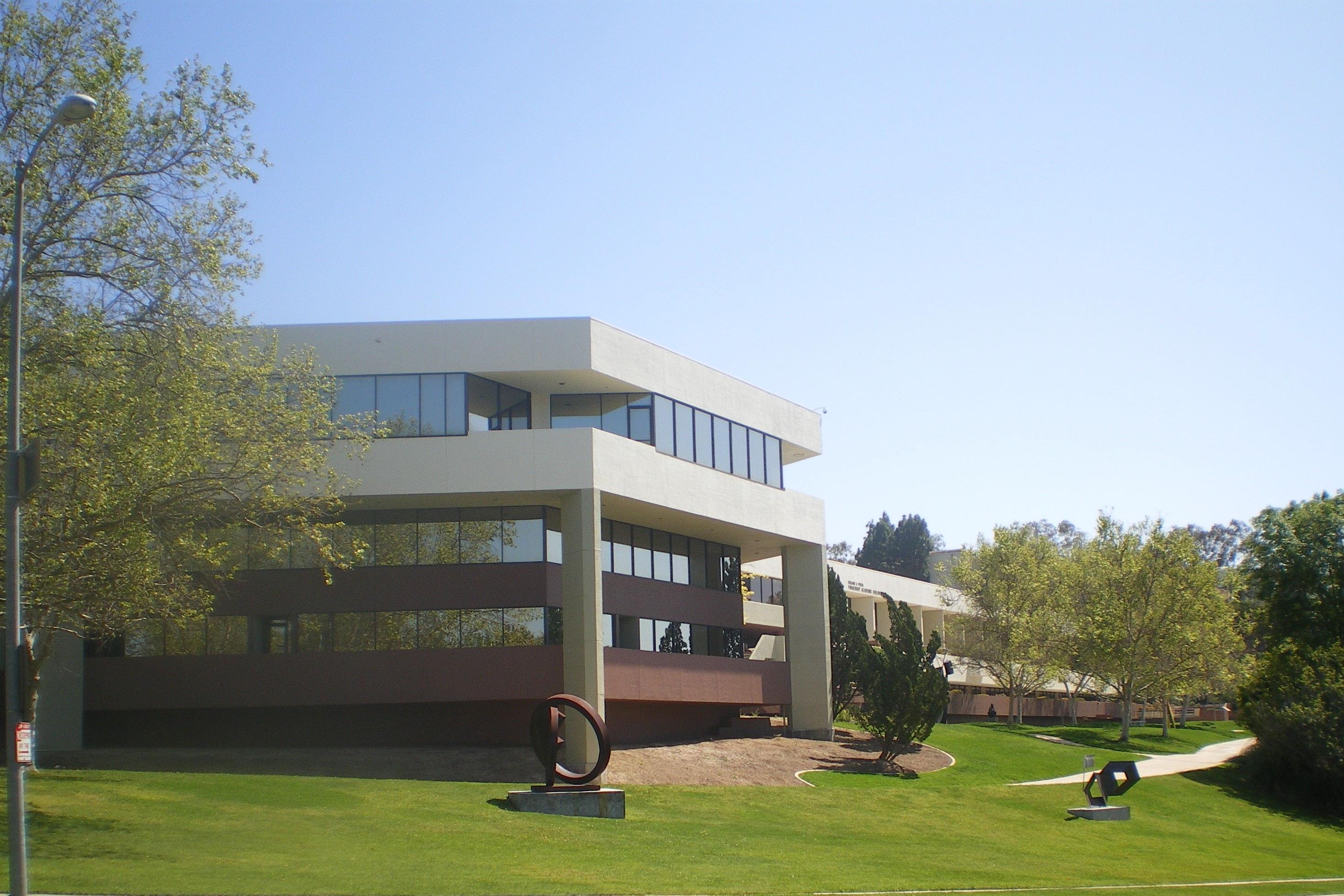
Siedziba American Jewish University mieszcząca się w rejonie Bel-Air Casiano

Bel Air – dzielnica Los Angeles w Kalifornii zamieszkana przez 8253 osoby (według szacunku z 2008 roku). Założona w 1923 roku przez Alphonzo E. Bell, Sr.

## Położenie
Dzielnica położona jest ok. 19 km (12 mil) na zachód od śródmieścia (downtown) Los Angeles na wzgórzach Westside u podnóży Gór Santa Monica. Od południowej strony poprzez Sunset Boulevard sąsiaduje z Uniwersytetem Kalifornijskim w Los Angeles (UCLA). Wraz z Beverly Hills i Holmby Hills tworzy Platynowy Trójkąt osiedli Los Angeles.

## Zabudowa
Nieruchomości położone w Bel Air należą do najdroższych w Stanach Zjednoczonych. Rezydencje są dobrze strzeżone i znajdują się z dala od tutejszych krętych dróg. Większość nie jest widoczna z ulicy, otoczona jest bramami, płotami oraz wypielęgnowanymi żywopłotami. Budownictwo wielorodzinne nie jest dozwolone, w dzielnicy obowiązują surowe przepisy budowlane i architektoniczne. Styl rezydencji waha się od skromnego stylu farmerskiego po wielokondygnacyjne dworki. Bel Air charakteryzuje się dużą ilością zieleni. W samym sercu dzielnicy znajduje się ekskluzywny Bel Air Country Club oraz Hotel Bel-Air. W przeciwieństwie do Beverly Hills, w Bel Air nie ma chodników, co ma zniechęcić przechodniów do spacerowania w tej okolicy.

## Znani mieszkańcy
- Jennifer Aniston – aktorka[2]
- Warner Baxter[3]
- Jack Benny – komik
- Wilt Chamberlain – koszykarz[4]
- John Gilbert – aktor[5]
- Alfred Hitchcock – reżyser filmowy[6]
- Gregory Peck – aktor filmowy[7]
- Mary Livingstone – aktorka i komik
- Zayn Malik – piosenkarz
- Joni Mitchell – piosenkarka, autorka tekstów[8]
- Elon Musk – przedsiębiorca i filantrop[9]
- Leonard Nimoy – amerykański aktor, reżyser filmowy, poeta, piosenkarz i fotograf[10]
- Chris Paul – koszykarz[11]
- Ronald Reagan – prezydent USA w latach 1981–1989. Mieszkał tam od 1989 roku do śmierci 5 czerwca 2004. Do 6 marca 2016 w domu mieszkała wdowa po prezydencie – Nancy Reagan[12][13] (zmarła tamże).
- Darren Star – producent filmowy, pisarz[14]
- Elizabeth Taylor – aktorka[15]